# Nogometni kup Bosne i Hercegovine 2007./08.
Nogometni kup Bosne i Hercegovine za sezonu 2007./08. je osvojila momčad Zrinjskog iz Mostara. 

## Sudionici
| | |                                                                           |
| - Premijer liga BiH - Čelik Zenica - Jedinstvo Bihać - Laktaši - Leotar Trebinje - Modriča Maxima - Orašje - Posušje - Sarajevo - Slavija Istočno Sarajevo - Sloboda Tuzla - Široki Brijeg - Travnik - Velež Mostar - Zrinjski Mostar - Željezničar Sarajevo - Žepče Limorad | - 1. liga FBiH - Bratstvo Gračanica - Brotnjo Čitluk - Budućnost Banovići - Drinovci - Igman Konjic - Rudar Kakanj - Troglav Livno - 1. liga R. Srpske - Borac Banja Luka - Borac Bosanski Šamac - Drina HE Višegrad - Ljubić Prnjavor - Radnik Bijeljina - Sloga Doboj | - lige u FBiH - Kolina Ustikolina - Podgrmeč Sanski Most - Radnik Hadžići |

## Rezultati

### Šesnaestina završnice
Igrano na jednu utakmicu. Susreti su igrani 24. i 30. listopada 2007.
| klub1                | klub2                    | rezultat       | napomene                                        |
| -------------------- | ------------------------ | -------------- | ----------------------------------------------- |
| Čelik Zenica         | Jedinstvo Bihać          | 3:0            |                                                 |
| Široki Brijeg        | Žepče Limorad            | 1:0            |                                                 |
| Leotar Trebinje      | Drinovci                 | 4:1            |                                                 |
| Modriča Maxima       | Troglav Livno            | 5:0            |                                                 |
| Posušje              | Radnik Bijeljina         | 5:0            |                                                 |
| Travnik              | Ljubić Prnjavor          | 2:1            |                                                 |
| Sloboda Tuzla        | Budućnost Banovići       | 1:0            |                                                 |
| Borac Bosanski Šamac | Slavija Istočno Sarajevo | 0:1            |                                                 |
| Drina HE Višegrad    | Zrinjski Mostar          | 0:3            |                                                 |
| Igman Konjic         | Velež Mostar             | 1:2            |                                                 |
| Željezničar Sarajevo | Kolina Ustikolina        | 5:0            |                                                 |
| Orašje               | Podgrmeč Sanski Most     | 2:0            |                                                 |
| Radnik Hadžići       | Srajevo                  | 1:5            |                                                 |
| Brotnjo Čitluk       | Sloga Doboj              | 5:0            |                                                 |
| Bratstvo Gračanica   | Rudar Kakanj             | 2:2 (4:3 11 m) | Bratstvo prošlo boljim izvođenjem jednaesteraca |
| Borac Banja Luka     | Laktaši                  | 0:2            |                                                 |

### Osmina završnice
Prvi susreti su igrani 7. studenog, a uzvrati 27. i 28. studenog 2007.
| klub1                    | klub2                | 1. ut | 2. ut          | napomene                                        |
| ------------------------ | -------------------- | ----- | -------------- | ----------------------------------------------- |
| Travnik                  | Leotar Trebinje      | 0:0   | 1:2            |                                                 |
| Modriča Maxima           | Željezničar Sarajevo | 3:3   | 2:3            |                                                 |
| Slavija Istočno Sarajevo | Zrinjski Mostar      | 2:3   | 0:1            |                                                 |
| Sarajevo                 | Velež Mostar         | 1:1   | 1:1 (7:6 11 m) | Sarajevo prošlo boljim izvođenjem jednaesteraca |
| Posušje                  | Čelik Zenica         | 2:0   | 2:0            |                                                 |
| Orašje                   | Sloboda Tuzla        | 0:0   | 1:5            |                                                 |
| Brotnjo Čitluk           | Laktaši              | 2:2   | 1:4            |                                                 |
| Bratstvo Gračanica       | Široki Brijeg        | 0:1   | 1:3            |                                                 |

### Četvrtzavršnica
Prvi susreti su igrani 5. i 12. ožujka, a uzvrati 19. ožujka 2008.
| klub1                | klub2           | 1. ut | 2. ut          | napomene                                        |
| -------------------- | --------------- | ----- | -------------- | ----------------------------------------------- |
| Sloboda Tuzla        | Leotar Trebinje | 6:1   | 0:1            |                                                 |
| Zrinjski Mostar      | Široki Brijeg   | 1:0   | 0:1 (3:2 11 m) | Zrinjski prošao boljim izvođenjem jednaesteraca |
| Posušje              | Laktaši         | 1:0   | 3:1            |                                                 |
| Željezničar Sarajevo | Sarajevo        | 3:1   | 2:4            |                                                 |

### Poluzavršnica
Prvi susreti su igrani 9. travnja, a uzvrati 23. travnja 2008.
| klub1                | klub2         | 1. ut | 2. ut | napomene |
| -------------------- | ------------- | ----- | ----- | -------- |
| Željezničar Sarajevo | Sloboda Tuzla | 1:1   | 0:1   |          |
| Zrinjski Mostar      | Posušje       | 4:0   | 2:0   |          |

### Završnica
Igrano 14. svibnja i 4. lipnja 2008.
| klub1         | klub2           | 1. ut | 2. ut          | napomene                                |
| ------------- | --------------- | ----- | -------------- | --------------------------------------- |
| Sloboda Tuzla | Zrinjski Mostar | 2:1   | 1:2 (1:4 11 m) | Zrinjski pobjednik nakon jedanaesteraca |